# Giorgio Valussi
Giorgio Valussi (Trieste, 4 febbraio 1930 – Trieste, 24 dicembre 1990) è stato un geografo italiano.

## Biografia
Nato a Trieste, da padre monfalconese di origini friulane e da madre triestina, nel 1954 si laureò in lettere e filosofia con la tesi L'evoluzione delle attività economiche nella Val Degano con particolare riguardo alla vita pastorale, relatore prof. Giorgio Roletto.
Tra il 1954 e il 1963 insegnò geografia negli istituti tecnici commerciali della regione, dal 1963 divenne libero docente di geografia economica presso l'Università di Trieste e dal 1970 professore incaricato di geografia politica ed economica. Dal 1968 insegnò geografia a Udine nella Facoltà decentrata di lingue e letterature straniere dell’Università di Trieste e dal 1970 fu anche titolare della cattedra in geografia. 
Dal 1971 al 1978 ricoprì l'incarico di presidente della facoltà di Udine ma alla nascita dell'ateneo udinese preferì tornare a Trieste come professore di geografia presso la Facoltà di economia e commercio; fino al 1987 mantenne comunque anche un incarico a Udine come professore di geografia regionale. Morì prematuramente, per un improvviso malore, nel 1990.
Nella sua carriera si interessò soprattutto alla sua regione con studi sul dopo terremoto, sull'emigrazione, sul turismo, sulle minoranze linguistiche e sulla storia del confine orientale. 
Dal 1978 alla morte ricoprì anche la carica di presidente dell'Associazione italiana insegnanti di geografia. Nel 1991 l'AIIG istituì il Premio Geografia “Giorgio Valussi" in suo onore.

## Opere
- L'evoluzione delle attività economiche nella Val Degano con particolare riguardo alla vita pastorale, Udine, Ed. Camera di commercio industria e agricoltura, 1954;
- Friuli Venezia Giulia, Torino, UTET, 1961 (seconda ed. riveduta e aggiornata 1971);
- L'emigrazione in Valcellina, «Rivista geografica italiana», 68 (1961), 309-355;
- La casa rurale nella Sicilia occidentale, Roma, CNR, 1968;
- Il confine nordorientale d’Italia, Trieste, Lint, 1972;
- Atti IV Incontro geografico italo-sloveno (Pordenone, 28-29 ottobre 1973), Parte I: Le minoranze etnico-linguistiche della frontiera italo-jugoslava; Parte II: La provincia di Pordenone, Udine, s.n., 1974, Istituto di geografia dell'Università di Trieste, sede staccata di Udine, 1-2);
- Il movimento migratorio, in Enciclopedia Monografica del FVG, pagg. 853-928, 1974, Udine;
- Il turismo, ibid., 937-1020;
- Gli Sloveni in Italia, Trieste, Lint, 1974;
- L'utilità della geografia, Firenze, Le Monnier, 1977;
- La mobilità della popolazione friulana dopo gli eventi sismici del 1976, Istituto di geografia dell’Università di Udine, Udine, 1978;
- Minoranze a confronto. Contributi alla geografia delle minoranze etniche sui due lati della frontiera italo-jugoslava, Istituto di geografia dell’Università di Udine, Udine, 1978;
- Italiani in movimento. Atti del Convegno di studi sui fenomeni migratori in Italia, Piancavallo 1978, a cura di G. VALUSSI, Pordenone, GEAP, 1978;
- Friuli: aspetti sociogeografici di una catastrofe sismica, ed. italiana a cura di G. VALUSSI, Milano, F. Angeli, 1979;
- Contributi per la storia del paesaggio rurale in Friuli-Venezia Giulia, a cura di G. VALUSSI, Pordenone, GEAP, 1980;
- Piancavallo: analisi del territorio. Atti del II convegno di studi sul territorio della provincia di Pordenone (Piancavallo, 19-21 ottobre 1979), a cura di G. VALUSSI - D. FACCHIN, Pordenone, GEAP, 1980;
- La collaborazione economica del Friuli-Venezia Giulia con l’Austria e le prospettive di sviluppo, Istituto di geografia dell’Università di Udine, Udine, s.n., 1982;
- Per una Geografia del Turismo in Italia, Facoltà di economia e commercio dell’Università di Trieste, Trieste, 1986;
- Lignano Sabbiadoro. Contributo per una geografia del turismo, Facoltà di economia e commercio dell’Università di Trieste, Trieste, 1986;
- Luigi Visintin. Una vita per la cartografia, in Luigi Visintin. 1892-1958. Geografo e cartografo, Cormons, Comune di Cormons, 1989, pagg. 9-21;
- G. VALUSSI - C. MINCA, Turismo urbano. Il caso di Trieste, Facoltà di economia e commercio dell’Università di Trieste, Trieste, 1989;
- L'identità regionale. Atti del Symposium di Villa Vigoni. Menaggio (27 ottobre 1988), Facoltà di economia e commercio dell’Università di Trieste, Trieste, 1990;
- L'Africa nera 1, Torino, UTET, 1992 [postumo];
- G. VALUSSI - E. PREZ, L'Italia, Bologna, Calderini, 1993 [postumo].